# Zastava M84 (пулемёт)
Zastava M84 — югославский пулемёт производства компании «Застава Оружие», точная копия советского и российского пулемёта ПКМ, отличающаяся только формой приклада, изготовленного из другого дерева. Производство осуществляется на заводе «Застава Оружие» в Крагуеваце. Применяется для поражения живой силы, легко бронированной и небронированной техники, а также низколетящим воздушным целям.

## Описание
Производство Zastava M84 велось во время Холодной войны на замену устаревшим пулемётам ЮНА. Основой для пулемёта послужил советский пулемёт ПКМ, от которого Zastava отличается только прикладом. Автоматика используется та же — отвод пороховых газов; механизм отвода находится под стволом, что облегчает смену ствола в случае необходимости. Пулемёт использует тот же принцип охлаждения ствола, что и ПКМ, питание осуществляется благодаря патронным лентам и коробам. Возможно ведение только непрерывного огня, но есть возможность стрелять с плеча.

## Основные характеристики[3]
- Масса оружия
  - с сошками: 10 кг
  - с треножником: 15 кг
  - ствола: 2,6 кг
  - ленты на 100 патронов: 3,9 кг
  - ленты на 250 патронов: 9,4 кг
- Длина
  - всего оружия: 1175 мм
  - ствола: 658 мм
  - прицельной линии: 663 мм
- Расчёт: 3 человека (стрелок, помощник стрелка, подносчик патронов)
- Тип патрона: 7,62 x 54 R
- Питание: короб на 50 патронов, ленты на 100 или 250 патронов (реже на 350 патронов)
- Начальная скорость пули: 825 м/с
- Скорострельность
  - темп стрельбы: 700 выстрелов/мин
  - практическая скорострельность: 250 выстрелов/мин

## Варианты

### M84
Стандартный образец M84 предназначен для пехоты, создан на основе советского пулемёта ПК. Отличается более крепким прикладом и стволом без сверления отверстий. Устанавливается на трёножник (как ПКС). Возможна установка оптических прицелов ОН М80 троекратного увеличения для поражения далеко находящихся целей, а также пассивного прицела ПН 5x80 (из семейства прицелов, устанавливающихся на ПКМ) и ночных прицелов (тех же, что устанавливаются на ПКМСН).

### M86
Образец M86 создан на основе ПКТ, используется для борьбы с вражеской техникой. Приклад, сошка и механический прицел отсутствуют, ствол утяжелён, спусковой крючок с электроприводом. Устанавливался на танки M-84.

## Страны-эксплуатанты
- Афганистан
- Босния и Герцеговина
- Ирак
- Северная Македония
- Сербия[3]
- Словения
- Хорватия (снят с вооружения)
- Черногория
- 🇰🇬 Кыргызстан

### Применение
Все участники гражданской войны в Югославии использовали данный пулемёт. Он стал популярен благодаря своей надёжности и эффективности. Им вооружали части вооружённых сил Югославии и полицейские подразделения во время Косовской войны в боях против Армии освобождения Косово, также его использовали македонские части во время конфликта в Прешевской долине. В трудных погодных условиях пулемёт M84 вместе с другим ручным пулемётом M72 обеспечивал отличную огневую поддержку частям армии Югославии. Также пулемёт используется иракскими и сирийскими войсками в сражениях против ИГИЛ.

## Галерея

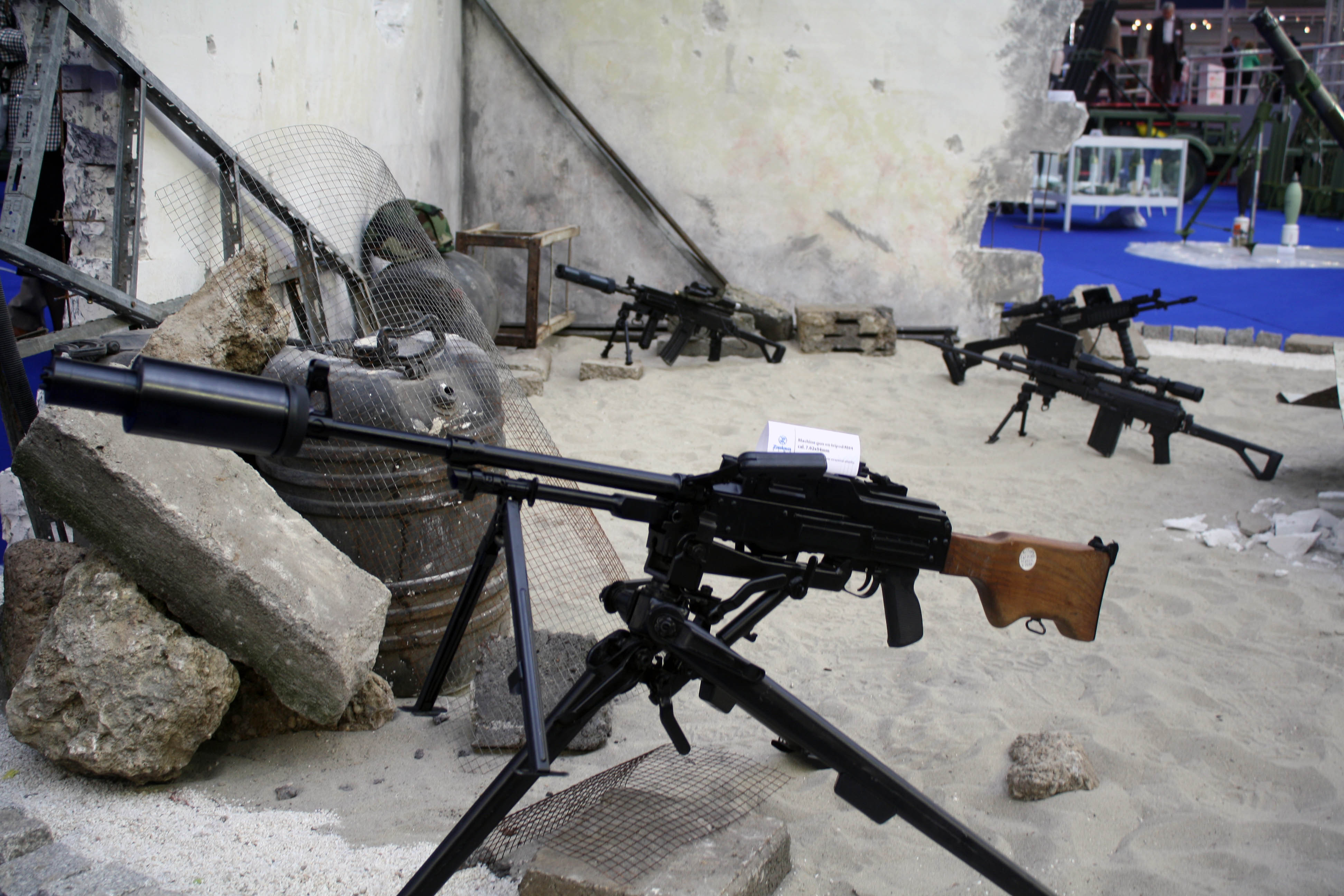
Zastava M84/3
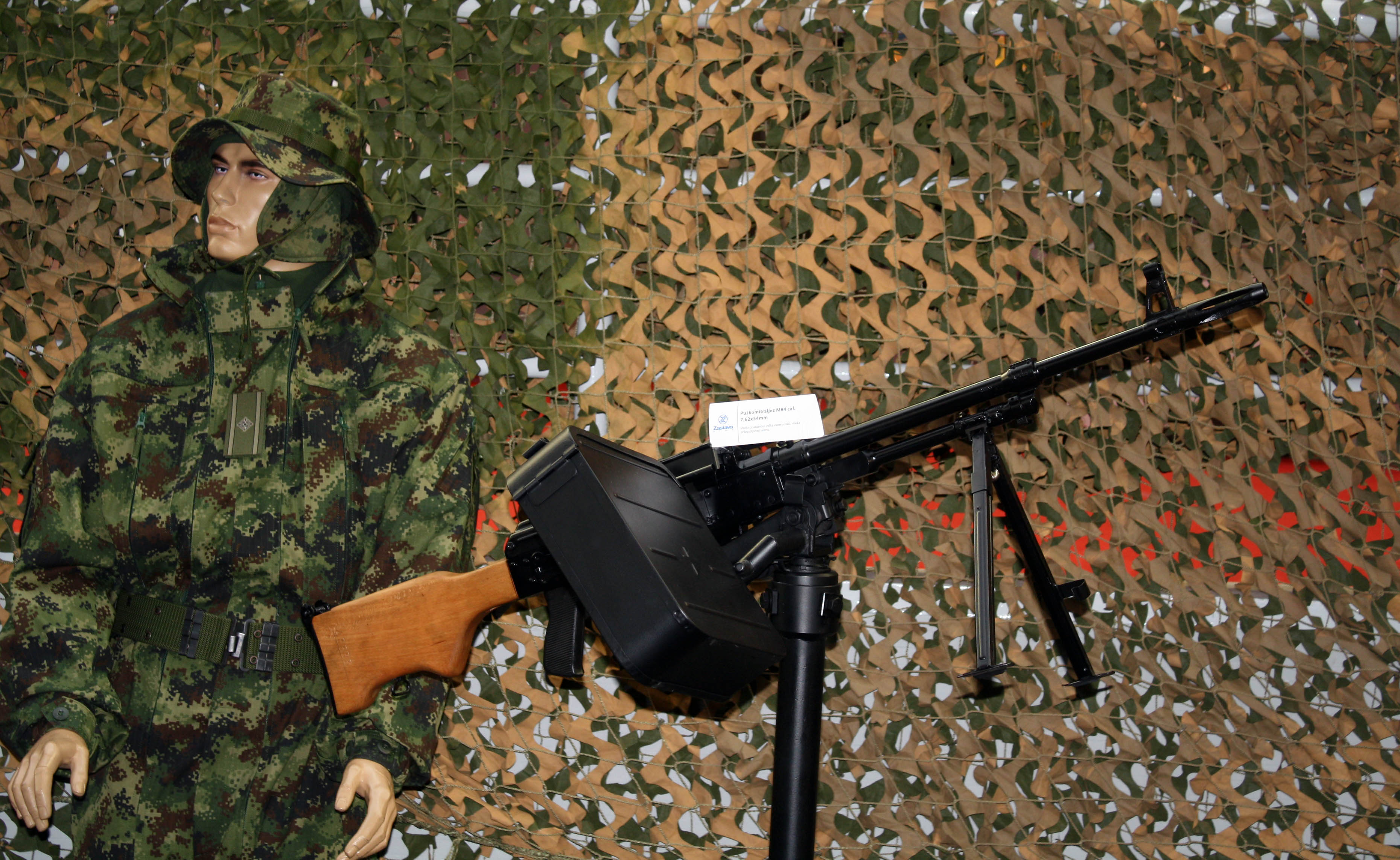
Zastava M84
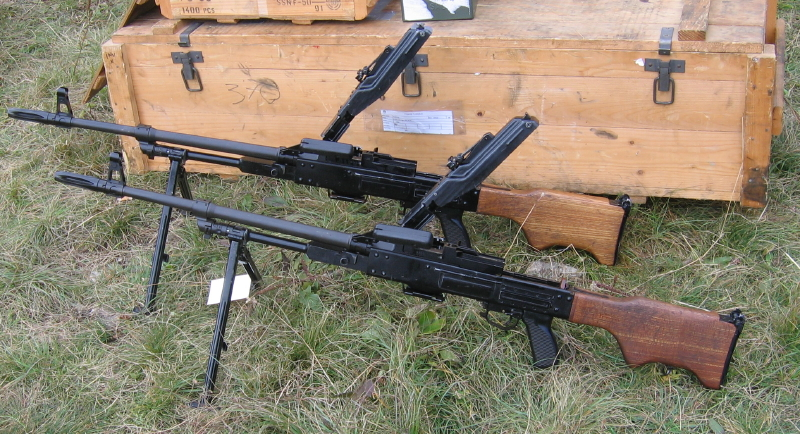
Вид сбоку
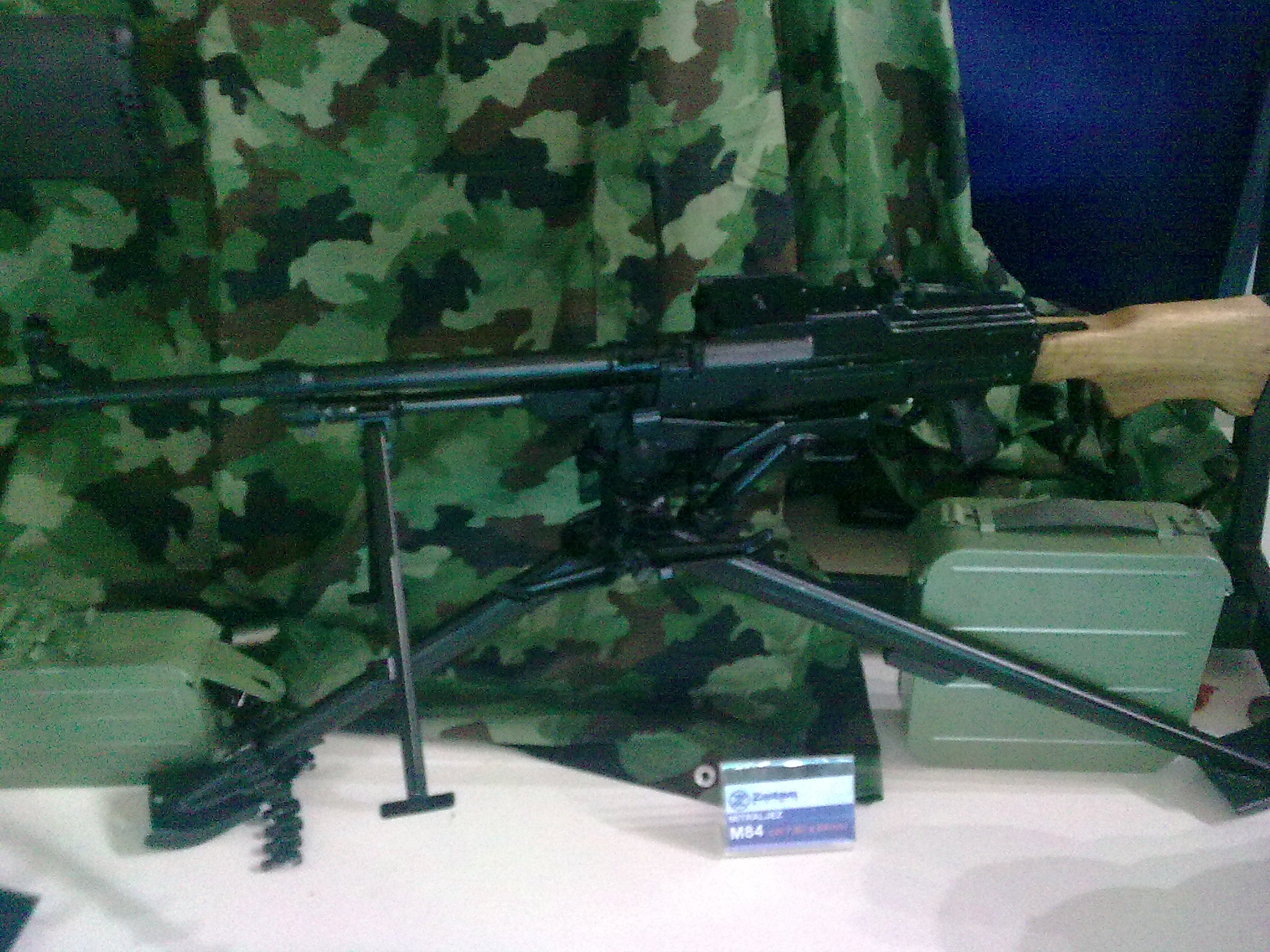
На треножнике
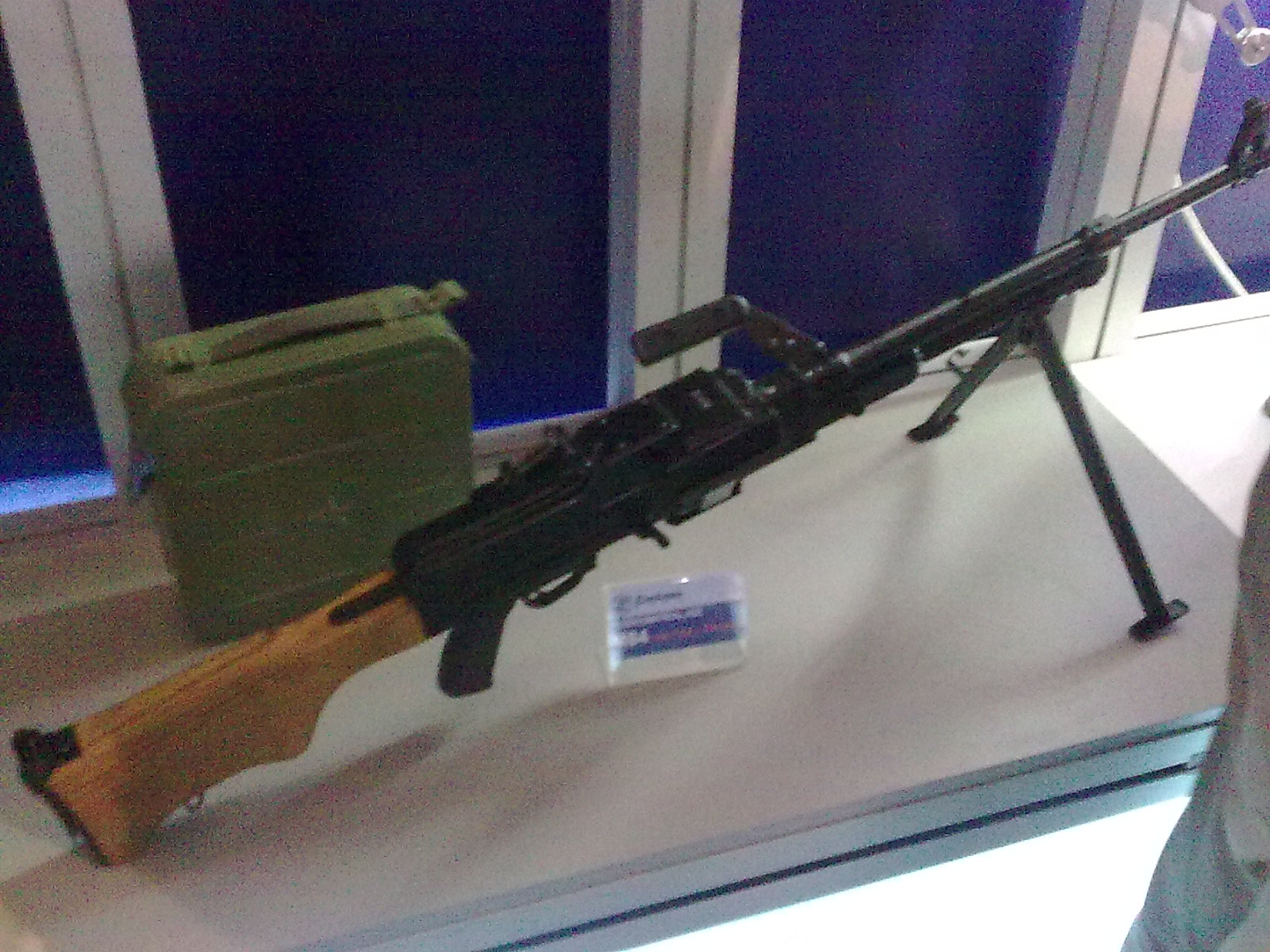
С коробом